# Grand Prix automobile du Brésil 1981
Résultats du Grand Prix du Brésil de Formule 1 1981 qui a eu lieu sur le circuit de Jacarepagua à Rio de Janeiro le 29 mars 1981.

## Classement
| Pos. | No | Pilote              | Écurie          | Tours | Temps/Abandon                     | Grille | Points |
| ---- | -- | ------------------- | --------------- | ----- | --------------------------------- | ------ | ------ |
| 1    | 2  | Carlos Reutemann    | Williams-Ford   | 62    | 2 h 00 min 23 s 66 (155,450 km/h) | 2      | 9      |
| 2    | 1  | Alan Jones          | Williams-Ford   | 62    | + 4 s 44                          | 3      | 6      |
| 3    | 29 | Riccardo Patrese    | Arrows-Ford     | 62    | + 1 min 03 s 08                   | 4      | 4      |
| 4    | 14 | Marc Surer          | Ensign-Ford     | 62    | + 1 min 17 s 03                   | 18     | 3      |
| 5    | 11 | Elio De Angelis     | Lotus-Ford      | 62    | + 1 min 26 s 42                   | 10     | 2      |
| 6    | 26 | Jacques Laffite     | Ligier-Matra    | 62    | + 1 min 26 s 83                   | 16     | 1      |
| 7    | 25 | Jean-Pierre Jarier  | Ligier-Matra    | 62    | + 1 min 30 s 25                   | 23     |        |
| 8    | 7  | John Watson         | McLaren-Ford    | 61    | + 1 tour                          | 15     |        |
| 9    | 20 | Keke Rosberg        | Fittipaldi-Ford | 61    | + 1 tour                          | 12     |        |
| 10   | 33 | Patrick Tambay      | Theodore-Ford   | 61    | + 1 tour                          | 19     |        |
| 11   | 12 | Nigel Mansell       | Lotus-Ford      | 61    | + 1 tour                          | 13     |        |
| 12   | 5  | Nelson Piquet       | Brabham-Ford    | 60    | + 2 tours                         | 1      |        |
| 13   | 4  | Ricardo Zunino      | Tyrrell-Ford    | 57    | + 5 tours                         | 24     |        |
| Nc.  | 3  | Eddie Cheever       | Tyrrell-Ford    | 49    | Non classé                        | 14     |        |
| Nc.  | 23 | Bruno Giacomelli    | Alfa Romeo      | 40    | Non classé                        | 6      |        |
| Abd. | 27 | Gilles Villeneuve   | Ferrari         | 25    | Turbo                             | 7      |        |
| Abd. | 6  | Héctor Rebaque      | Brabham-Ford    | 22    | Suspension                        | 11     |        |
| Abd. | 30 | Siegfried Stohr     | Arrows-Ford     | 20    | Accident                          | 21     |        |
| Abd. | 15 | Alain Prost         | Renault         | 20    | Collision                         | 5      |        |
| Abd. | 28 | Didier Pironi       | Ferrari         | 19    | Collision                         | 17     |        |
| Abd. | 8  | Andrea De Cesaris   | McLaren-Ford    | 9     | Allumage                          | 20     |        |
| Abd. | 16 | René Arnoux         | Renault         | 0     | Collision                         | 8      |        |
| Abd. | 22 | Mario Andretti      | Alfa Romeo      | 0     | Collision                         | 9      |        |
| Abd. | 21 | Chico Serra         | Fittipaldi-Ford | 0     | Collision                         | 22     |        |
| Nq.  | 9  | Jan Lammers         | ATS-Ford        |       | Non qualifié                      |        |        |
| Nq.  | 32 | Beppe Gabbiani      | Osella-Ford     |       | Non qualifié                      |        |        |
| Nq.  | 31 | Miguel Angel Guerra | Osella-Ford     |       | Non qualifié                      |        |        |
| Nq.  | 18 | Eliseo Salazar      | March-Ford      |       | Non qualifié                      |        |        |
| Nq.  | 17 | Derek Daly          | March-Ford      |       | Non qualifié                      |        |        |
| Nq.  | 14 | Ricardo Londoño     | Ensign-Ford     |       | Non qualifié                      |        |        |

## Pole position et record du tour
- Pole position : Nelson Piquet en 1 min 35 s 079 (vitesse moyenne : 190,490 km/h).
- Meilleur tour en course : Marc Surer en 1 min 54 s 302 au 36e tour (vitesse moyenne : 158,454 km/h).

## Tours en tête
- Carlos Reutemann : 62 (1-62)

## À noter
- 11e victoire pour Carlos Reutemann.
- 13e victoire pour Williams en tant que constructeur.
- 138e victoire pour Ford-Cosworth en tant que motoriste.
- La course est stoppée au bout des 2 heures, n'ayant parcouru que 62 tours sur les 63 prévus.